# Distrito electoral federal 10 de Guanajuato
El 10 Distrito Electoral Federal de Guanajuato es uno de los 300 distritos electorales en los que se encuentra dividido el territorio de México para la elección de diputados federales y uno de los 15 en los que se divide el estado de Guanajuato. Su cabecera es la ciudad de Uriangato.
El Décimo Distrito Electoral de Guanajuato está ubicado en el sur del estado de Guanajuato y lo forman los municipios de Moroleón, Santiago Maravatío, Salvatierra, Jaral del Progreso, Cortazar, Uriangato y Yuriria.

## Distritaciones anteriores

### Distritación 1996 - 2005
Entre 1996 y 2005 el Décimo Distrito se localizaba en la zona sureste del estado, lo formaban los municipios de Apaseo el Alto, Apaseo el Grande, Comonfort y Santa Cruz de Juventino Rosas.
El Distrito 10 fue creado por la reforma política de 1977, previo a ello Guanajuato tenía únicamente 9 distritos electorales, por lo que el décimo distrito solo a electo diputados a partir de 1979 a la LI Legislatura.

## Diputados por el distrito
| Diputado                                                                         | Grupo parlamentario | Legislatura   | Periodo     |
| -------------------------------------------------------------------------------- | ------------------- | ------------- | ----------- |
| Zenón Guerrero                                                                   |                     | III           | 1863 - 1865 |
| Severo Sierra                                                                    |                     | IV            | 1867 - 1868 |
| Higinio Nuñez                                                                    |                     | V             | 1869 - 1871 |
| Vacante                                                                          | Vacante             | VI            | 1871 - 1873 |
| José Linares                                                                     |                     | VII           | 1873 - 1875 |
| Jesús Gil                                                                        |                     | VIII          | - 1878      |
| Luis del Carmen Curiel                                                           |                     | IX            | 1878 - 1880 |
| Agustín García                                                                   |                     | X             | 1880 - 1882 |
| Juan Castello                                                                    |                     | XI            | 1882 - 1884 |
| Nicolás Tuñón Cañedo                                                             |                     | XII           | 1884 - 1886 |
| Mariano Escobedo                                                                 |                     | XIII          | 1886 - 1888 |
| Joaquín Chico                                                                    |                     | XIV XV XVI    | 1888 - 1894 |
| Ignacio Ibargüengoitia                                                           |                     | XVII          | 1894 - 1896 |
| Nicolás del Moral                                                                |                     | XVIII         | 1896 - 1898 |
| Francisco Mejía                                                                  |                     | XIX XX        | 1898 - 1902 |
| Rafael Dávila                                                                    |                     | XXI XXII      | 1902 - 1906 |
| Vacante                                                                          | Vacante             | XXIII         | 1906 - 1908 |
| Luis Vidal y Flor                                                                |                     | XXIV XXV      | 1908 - 1912 |
| Flavio González                                                                  |                     | XXVI          | 1912 - 1913 |
| Enrique Colunga                                                                  |                     | Constituyente | 1916 - 1917 |
| Luis G. Cabrera                                                                  |                     | XXVII         | 1917 - 1918 |
| José A. Roaro                                                                    | PI                  | XXVIII        | 1918 - 1920 |
| Antonio D. Maldonado                                                             | PLC                 | XXIX          | 1920 - 1922 |
| Agustín Arroyo Ch.                                                               |                     | XXX           | 1922 - 1924 |
| Ángel Aragón                                                                     |                     | XXXI          | 1924 - 1926 |
| Estanislao Cortés Teixeira                                                       |                     | XXXII         | 1926 - 1928 |
| Jesús Yáñez Maya                                                                 | PRG                 | XXXIII        | 1928 - 1930 |
| Vacante                                                                          | Vacante             | XXXIV XXXV    | 1930 - 1934 |
| Enrique Fernández Martínez                                                       |                     | XXXVI         | 1934 - 1937 |
| Federico Hernández Álvarez                                                       |                     | XXXVII        | 1937 - 1940 |
| Fausto Villagómez                                                                |                     | XXXVIII       | 1940 - 1943 |
| El X distrito es suprimido en 1943. Fue restablecido en la distritación de 1978. |                     |               |             |
| Guillermo González Aguado                                                        |                     | LI            | 1979 - 1982 |
| Ausencio Astudillo Bello                                                         |                     | LII           | 1982 - 1985 |
| Felipe Cruz Domínguez Villanueva                                                 |                     | LIII          | 1985 - 1988 |
| Everardo Vargas Zavala                                                           |                     | LIV           | 1988 - 1991 |
| José Azanza Jiménez                                                              |                     | LV            | 1991 - 1994 |
| Alejandro Torres Aguilar                                                         |                     | LVI           | 1994 - 1997 |
| María del Carmen Moreno Contreras                                                |                     | LVII          | 1997 - 2000 |
| Juan Mandujano Ramírez                                                           |                     | LVIII         | 2000 - 2003 |
| Francisco Lemus                                                                  |                     | LIX           | 2003 - 2006 |
| Artemio Torres Gómez                                                             |                     | LX            | 2006 - 2009 |
| Leticia Orozco Torres                                                            | [ a ]               | LXI           | 2009 - 2012 |
| Raúl Gómez Ramírez                                                               |                     | LXII          | 2012 - 2015 |
| David Mercado Ruiz                                                               |                     | LXIII         | 2015 - 2018 |
| Lilia Villafuerte Zavala                                                         | [ b ]               | LXIV          | 2018 - 2021 |
| Pedro David Ortega Fonseca                                                       |                     | LXV           | 2021 -      |

## Resultados electorales

### 2021
|  | 26.68 % |

|  | 14.32 % |

|  | 3.68 % |

|  | 9.48 % |

|  | 1.29 % |

|  | 8.33 % |

|  | 27.71 % |

|  | 2.53 % |

|  | 1.78 % |

|  | 1.02 % |

|  | 0.05 % |

|  | 3.08 % |

|  | 0.00 % |

### 2018
|  | 43.02 % |

|  | 15.67 % |

|  | 9.96 % |

|  | 3.52 % |

|  | 23.39 % |

|  | 0.04 % |

|  | 4.37 % |

|  | 100.00 % |

### 2009
|  | Partido Acción Nacional                        |  | Daniel Sámano Arreguín      |
|  | Coalición Primero México (PRI, PVEM)           |  | Norma Leticia Orozco Torres |
|  | Partido de la Revolución Democrática           |  | Adriana Zamudio Martínez    |
|  | Coalición Salvemos a México (PT, Convergencia) |  | Agustín Álvarez López       |
|  | Partido Nueva Alianza                          |  | Andrés Rojas Espinosa       |
|  | Partido Socialdemócrata                        |  | Alicia Gómez Baeza          |